# Gorgofona
Gorgofona, starořecky Γοργοφόνη Gorgofoné, je v řecké mytologii dcera Persea a Andromedy, královna messénská a spartská.
Pausaniás ve své Cestě po Řecku uvádí že hrob Gorgofony ležel na agoře v Argu, hned vedle hrobu Gorgony, kterou zabil její otec. Zmiňuje též že byla první ženou která se po smrti svého prvního manžele, jímž byl Periérés, král messénský, znovu vdala a to za Oibala, krále spartského. Před tím bylo zvykem že žena po smrti svého muže zůstávala vdovou. Na jiném místě svého díla pak uvádí že s Périérem zplodila Afarea a Leukippa, s Oibalem zplodila Tyndarea a Arénu. Pseudo-Apollodórova Bibliothéka zmiňuje jako jejího manžela pouze Périéra a jako jejich syny uvádí Afarea, Leukippa a Íkaria.